# Love Power
Chansons représentant la Belgique au Concours Eurovision de la chanson
Je t'adore
(2006) O Julissi
(2008)
Love Power (typographié LovePower) est une chanson du groupe belge funk KMG's sortie en single le 16 mars 2007.
C'est la chanson représentant la Belgique au Concours Eurovision de la chanson 2007.

## À l'Eurovision

### Sélection
La chanson Love Power interprétée par les KMG's est sélectionnée en interne par le radiodiffuseur wallon RTBF, pour représenter la Belgique au Concours Eurovision de la chanson 2007 les 10 et 12 mai à Helsinki, en Finlande.

### À Helsinki
Elle est intégralement interprétée en anglais, et non dans une des langues nationales de la Belgique, le choix de la langue étant libre depuis 1999. 
Love Power est la vingt-quatrième chanson interprétée lors de la demi-finale, suivant Partners in Crime de Gerli Padar pour l'Estonie et précédant Cvet z juga d'Alenka Gotar pour la Slovénie.
À la fin du vote, Love Power obtient 14 points et termine 26e sur 28 chansons,. N'ayant pas terminé parmi les premières dix places de la demi-finale, la chanson belge ne se qualifie pas pour la finale.

## Liste des titres
Toutes les chansons sont écrites et composées par Paul Curtiz, Sexyfire.
| 1. | LovePower (Eurovision Mix)               | 2:55 |
| 2. | LovePower Instrumental (version karaoké) | 2:55 |

## Accueil commercial
En Belgique flamande, Love Power s'est classé durant 3 semaines dans l'Ultratop Bubbling Under (Ultratip), atteignant la 23e position, ce qui est l'équivalent de la 73e position dans l'Ultratop 50.

## Classement hebdomadaire
| Classement (2007)               | Meilleure position |
| ------------------------------- | ------------------ |
| Belgique (Flandre Ultratip 100) | 23                 |

## Historique de sortie
| Pays      | Date         | Format    | Label        |
| --------- | ------------ | --------- | ------------ |
| Belgique, | 16 mars 2007 | CD single | Team 4 Music |